# Диявольська іграшка
«Іграшка диявола» (нім. Der Fluch der schwarzen Schwestern) — фільм жахів 1973 року режисера Джозефа В. Сарно. Міжнародне спільне виробництво Швеції, Швейцарії та Західної Німеччини, неурізана версія фільму, містить більше сцен сексуального характеру.

## Сюжет
У горах Німеччини стоїть замок, де троє молодих жінок, сестри Хельга і Моніка та їхня подруга Айріс, вшановують баронесу Варгу, середньовічну вампірку, лідерку сатанинських та еротичних ритуалів. Дві молоді жінки є нащадками вампіра-лесбійки, яка, в свою чергу, є нащадком графині Елізабет Баторі. Щоб отримати спадок, Хельга і Моніка змушені провести рік у замку Варги. Душа Варги, яка перебуває в пастці в тілах її нащадків, потребує жіночого тіла, щоб поглинути свою реінкарнаційну душу. Але воно має бути правильним.
Переважно чорношкіра доглядачка Ванда, яка керує замком разом зі своїми сестрами-сатаністками розумом і тілом, діє від імені Варги і переконує жінок піддатися своїм найпотаємнішим бажанням. Ванда влаштовує вночі сатанинські лесбійські обряди, що оспівують у сексі та сапфізмі вампіра Варгу.
За збігом обставин, того ж дня антропологиня Юлія, що вивчає місцеві забобони, та її братПетер стали жертвами дорожньо-транспортної пригоди і попросили прихистку в замку. Юлія, молода докторка антропології, яка спеціалізується на забобонах і міфології, швидко розуміє, що в замку проживає якесь зло. Але брат і сестра також виявляються втягнутими у збочені події. Вони навіть не здогадуються, що намір і бажання Варги — помститися нащадкам їхніх колишніх суддів.

## Акторський склад
- Надія Генькова — Ванда
- Марі Форсо — Хельга
- Ульріке Буц — Моніка
- Ніко Вольферштеттер — Пітер Маленков
- Анке Сірінг — Юлія Маленкова
- Флавія Кейт — Айріс

## Відгуки
Нік Шагер з журналу Slant дав фільму дві зірки з п'яти, написавши: «„Іграшка диявола“ не страшна і не сексуальна, принаймні надає широкі можливості для порівняння відмінностей між природними цицьками та набором силіконових імплантатів раннього покоління». Ед Галс з професійного журналу Video Business описує фільм як «ключову назву в історії еротичних жахів» і пише: «Привабливі молоді виконавиці головних ролей не є хірургічно покращеними блондинками, яких ми зазвичай бачимо в голлівудських фільмах такого типу, і їхня гра більш ніж відповідає тим обмеженим вимогам, які ставить перед ними сценарій».